# Gran Premio di Gran Bretagna 1994
Il Gran Premio di Gran Bretagna 1994 si svolse il 10 luglio 1994 sul circuito di Silverstone e fu l'ottavo appuntamento mondiale della stagione 1994.
La gara segnò l'inizio del recupero di Damon Hill nei confronti di Michael Schumacher, squalificato per aver superato due volte il rivale inglese nel giro di ricognizione e per non aver rispettato le penalità comminategli.

## Pre-gara
David Coulthard torna alla Williams dovuto al ritorno nelle Champ Car di Nigel Mansell.

## Qualifiche

### Cronaca
Nelle qualifiche Damon Hill beffò sul finale il tedesco Michael Schumacher e l'austriaco Gerhard Berger per la conquista della pole position.
L'austriaco della Ferrari si era poi schiantato da poco nelle barriere di protezione alla fine della pitlane.

## Gara

### Cronaca

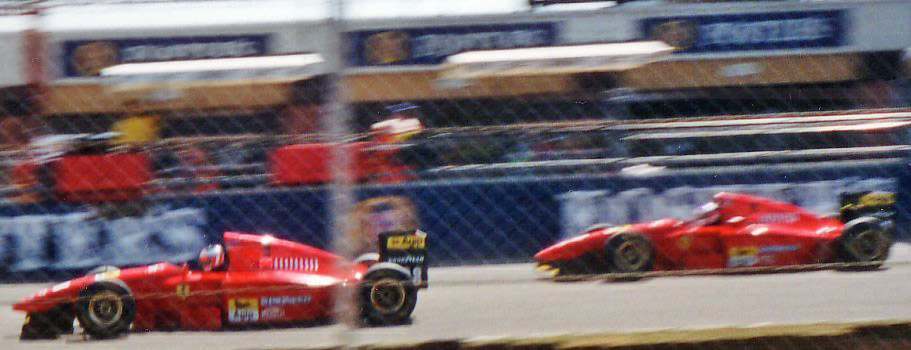
Jean Alesi (dietro) e Gerhard Berger (davanti) impegnati nel Gran Premio di Gran Bretagna.

Durante il giro di ricognizione Schumacher passò più volte il rivale Hill, il quale partiva dalla pole position. La manovra, non consentita, venne sanzionata con uno stop&go, ignorato però dal pilota tedesco. Successivamente viene esposta al pilota della Benetton la bandiera nera, ma nonostante ciò Schumacher continuò la sua corsa fino al termine della gara.
Dietro i due, nelle battute finali della corsa, Häkkinen e Barrichello, in lotta per il terzo posto, si scontrarono, pur senza conseguenza per nessuno dei due.
Hill vinse quindi la gara. Schumacher, giunto secondo, venne squalificato per non aver rispettato gli ordini dei commissari. Sul podio salirono quindi Alesi e Häkkinen, seguiti da Barrichello, David Coulthard e Katayama. Il pilota giapponese ottiene il suo quinto punto in stagione e in carriera, oltre che il suo ultimo punto in Formula 1.
I trofei sul podio vennero consegnati ai piloti dalla principessa del Galles Diana Spencer.

### Risultati
| Pos | N. | Pilota                | Costruttore       | Giri | Tempo/Ritiro | P. al via | Punti |
| --- | -- | --------------------- | ----------------- | ---- | ------------ | --------- | ----- |
| 1   | 0  | Damon Hill            | Williams-Renault  | 60   | 1:30:03.640  | 1         | 10    |
| 2   | 27 | Jean Alesi            | Ferrari           | 60   | +1:08.128    | 4         | 6     |
| 3   | 7  | Mika Häkkinen         | McLaren-Peugeot   | 60   | +1:40.659    | 5         | 4     |
| 4   | 14 | Rubens Barrichello    | Jordan-Hart       | 60   | +1:41.751    | 6         | 3     |
| 5   | 2  | David Coulthard       | Williams-Renault  | 59   | +1 giro      | 7         | 2     |
| 6   | 3  | Ukyo Katayama         | Tyrrell-Yamaha    | 59   | +1 giro      | 8         | 1     |
| 7   | 30 | Heinz-Harald Frentzen | Sauber-Mercedes   | 59   | +1 giro      | 13        |       |
| 8   | 6  | Jos Verstappen        | Benetton-Ford     | 59   | +1 giro      | 10        |       |
| 9   | 9  | Christian Fittipaldi  | Footwork-Ford     | 58   | +2 giri      | 20        |       |
| 10  | 23 | Pierluigi Martini     | Minardi-Ford      | 58   | +2 giri      | 14        |       |
| 11  | 12 | Johnny Herbert        | Lotus-Mugen-Honda | 58   | +2 giri      | 21        |       |
| 12  | 26 | Olivier Panis         | Ligier-Renault    | 58   | +2 giri      | 15        |       |
| 13  | 25 | Éric Bernard          | Ligier-Renault    | 58   | +2 giri      | 23        |       |
| 14  | 19 | Olivier Beretta       | Larrousse-Ford    | 58   | +2 giri      | 24        |       |
| 15  | 31 | David Brabham         | Simtek-Ford       | 57   | +3 giri      | 25        |       |
| 16  | 32 | Jean-Marc Gounon      | Simtek-Ford       | 57   | +3 giri      | 26        |       |
| SQ  | 5  | Michael Schumacher    | Benetton-Ford     | 60   | Squalificato | 2         |       |
| Rit | 24 | Michele Alboreto      | Minardi-Ford      | 48   | Motore       | 17        |       |
| Rit | 28 | Gerhard Berger        | Ferrari           | 32   | Motore       | 3         |       |
| Rit | 4  | Mark Blundell         | Tyrrell-Yamaha    | 20   | Cambio       | 11        |       |
| Rit | 20 | Érik Comas            | Larrousse-Ford    | 12   | Motore       | 22        |       |
| Rit | 29 | Andrea De Cesaris     | Sauber-Mercedes   | 11   | Motore       | 18        |       |
| Rit | 10 | Gianni Morbidelli     | Footwork-Ford     | 5    | Motore       | 16        |       |
| Rit | 11 | Alessandro Zanardi    | Lotus-Mugen-Honda | 4    | Motore       | 19        |       |
| Rit | 8  | Martin Brundle        | McLaren-Peugeot   | 0    | Motore       | 9         |       |
| Rit | 15 | Eddie Irvine          | Jordan-Hart       | 0    | Motore       | 12        |       |
| NQ  | 34 | Bertrand Gachot       | Pacific-Ilmor     |      |              |           |       |
| NQ  | 33 | Paul Belmondo         | Pacific-Ilmor     |      |              |           |       |

## Post-gara
Nel dopo-gara Schumacher venne squalificato per ulteriori due gare per non aver rispettato gli ordini dei commissari. La Benetton ricevette 25.000 dollari di multa.

## Classifiche

### Piloti
| Pos | Pilota                | Punti |
| --- | --------------------- | ----- |
| 1   | Michael Schumacher    | 66    |
| 2   | Damon Hill            | 39    |
| 3   | Jean Alesi            | 19    |
| 4   | Gerhard Berger        | 17    |
| 5   | Rubens Barrichello    | 10    |
| 6   | Mika Häkkinen         | 8     |
| 7   | Martin Brundle        | 6     |
| =   | Nicola Larini         | 6     |
| 9   | Heinz Harald Frentzen | 5     |
| =   | Ukyo Katayama         | 5     |
| 11  | Karl Wendlinger       | 4     |
| =   | Mark Blundell         | 4     |
| =   | Andrea De Cesaris     | 4     |
| =   | Pierluigi Martini     | 4     |
| 15  | David Coulthard       | 4     |
| 16  | Christian Fittipaldi  | 3     |
| 17  | Érik Comas            | 1     |
| =   | Michele Alboreto      | 1     |
| =   | Eddie Irvine          | 1     |
| =   | JJ Lehto              | 1     |

### Costruttori
| Pos | Team      | Punti |
| --- | --------- | ----- |
| 1   | Benetton  | 67    |
| 2   | Williams  | 43    |
| 3   | Ferrari   | 42    |
| 4   | Jordan    | 14    |
| =   | McLaren   | 14    |
| 6   | Sauber    | 10    |
| 7   | Tyrrell   | 9     |
| 8   | Minardi   | 5     |
| 9   | Footwork  | 3     |
| 10  | Larrousse | 1     |